# Amaiur Sarriegi
Amaiur Sarriegi (født 13. december 2000) er en kvindelig spansk fodboldspiller, der spiller angreb for Real Sociedad i Primera División og Spaniens kvindefodboldlandshold. Hun har tidligere spillet for Athletic Club og i Añorga i hendes ungdomskarriere. Hun er desuden anfører for Real Sociedad.
Hun fik sin officielle debut på det spanske landshold i 10. juni 2021 mod Belgien, hvor hun efterfølgende blev en målfarlig spiller. I en VM-kvalifikationskamp, den 21. september 2021, scorede Sarriegi fire mål mod Færøerne. Derefter blev hun også efterudtaget til landstræner Jorge Vildas trup ved EM i fodbold for kvinder 2022 i England, som erstatning for stjernespilleren Alexia Putellas.